# Sedlec u Mikulova
Sedlec (deutsch Voitelsbrunn) ist eine Gemeinde im Jihomoravský kraj, Okres Břeclav in Tschechien. Der Ort ist als ein Linsenangerdorf angelegt.

## Geographie
Sedlec liegt linksseitig des Baches Včelínek/Niklasgraben östlich der Stadt Mikulov (Nikolsburg) nahe der Grenze zu Österreich am Fuße der Milovická pahorkatina. Der nächstgelegene Grenzübergang auf österreichischer Seite ist Drasenhofen. Im Norden erheben sich der Altenberg (253 m n.m.) und der Vlčí lesík (Wolfswald, 304 m n.m.) mit dem Vysoký roh (Hohe Eck, 308 m n.m.), nordöstlich der Blandourek (Bründelberg, 252 m n.m.) und im Nordwesten der Mušlov (Muschelberg, 240 m n.m.). Nördlich befinden sich am Mušlovský potok die Fischteiche Mušlovský horní rybník und Mušlovský dolní rybník.
Die Nachbarorte sind im Milovice (Millowitz) im Norden, Bulhary (Pulgram) und Nejdek (Neudek) im Nordosten, Lednice (Eisgrub) und Hlohovec (Bischofswarth) im Osten, Valtice (Feldsberg) im Südosten,  Úvaly (Garschönthal) im Süden, Steinebrunn und Drasenhofen im Südwesten sowie Mušlov und Mikulov (Nikolsburg) im Nordwesten.

## Geschichte
1298, bei der Gründung der Herrschaft Falkenstein, wurde das Dorf erstmals urkundlich unter dem Namen „Foydesprvn“ erwähnt, als es von Seifried dem Waisen erworben wurde. 1305 hatte es den Namen „Woisprunie“, 1332 „Foydasprunn“, seit 1408 „Voytesprunn“ und seit dem 17. Jahrhundert den Namen Voitelsbrunn. Die Wortendung „prunie“ bzw. „prunn“ deutet auf eine Ortsgründung um 1000 bis 1100 hin. Ebenso weisen die Anlage des Ortes und die „ui“- Mundart (bairisch-österreichisch) mit ihren speziellen Bairischen Kennwörtern, welche bist ins Jahre 1945 gesprochen wurde, auf eine Besiedlung durch bayrische deutsche Stämme hin, wie sie vor allem im 12./13. Jahrhundert erfolgte. Sie brachten neue landwirtschaftliche Anbaumethoden und Ackergeräte aus Eisen mit und führten die ertragreiche Dreifelderwirtschaft ein.
Der Ort war zwischen 1332 und 1560 zur Herrschaft Nikolsburg gehörig. Zwischen 1545 und 1591, nach anderen Quellen bis 1623, sind reformatorische Täufer im Ort, die ein Gemeindehaus und drei Bruderhöfe erbauen. 1560 finden sich in dem Verzeichnis der Urbaren (Liegenschaften) nur deutsche Einwohner. Die Rekatholisierung des Ortes zur Bekämpfung der neuen Glaubensrichtungen erfolgte in der zweiten Hälfte des 16. Jahrhunderts unter Adam von Dietrichstein.
Matriken werden seit 1608 geführt. Die Grundbücher wurden seit 1710 geführt.
Während des Dreißigjährigen Krieges wird der Ort durch die Heerscharen Bethlen Gábors schwer verwüstet. Auch werden die letzten Täufer im Jahre 1622 des Landes verwiesen, worauf diese nach Siebenbürgen weiterzogen. Ab 1671 gibt es Schulunterricht. Das Schulhaus ist zugleich Schenke, Rathaus, und Pfarrerswohnung. Um 1680 wird die vorhandene Schwefelquelle von den Dietrichsteinern erworben, 1770 erweitert und zum fürstlichen Badhaus ausgebaut.
Im Jahre 1833 zerstört ein Großbrand 32 Häuser. Während des Deutsch-Österreichischen Krieges, im Jahre 1866, wird durch preußische Soldaten die Cholera im Ort eingeschleppt, welche 60 Tote forderte. Durch den Ausbau der Eisenbahn wird der Ort im Jahre 1872 an das Bahnnetz angeschlossen. Die Gründung einer Freiwilligen Feuerwehr war im Jahre 1892. Die meisten Einwohner von Voitelsbrunn lebten von der Landwirtschaft (144 bäuerliche Betriebe). Der in Südmähren seit Jahrhunderten gepflegte Weinbau nahm im Ort eine besondere Rolle ein und wurde in großen Mengen verkauft. Durch die Reblausplage, 1864, gingen jedoch die Anbauflächen drastisch zurück und bis 1945 verringerte sich die Weinbaufläche um 80 %. Neben dem Kleingewerbe gab es im Ort noch eine Molkerei und eine Mühle. Der Steindammteich wurde alle zwei Jahre abgefischt und brachte ungefähr 2.500 Doppelzentner Karpfen ein.
Nach dem Ende des Ersten Weltkrieges, zerfiel der Vielvölkerstaat Österreich-Ungarn. 36 Männer waren in den Kampfhandlungen umgekommen. Tschechische Truppen marschierten am 15. Dezember 1918 in Voitelsbrunn ein. Die Ortsbevölkerung war zu diesem Zeitpunkt zu 99 % von deutscher Herkunft. Trotz einer Unterschriftenaktion für den Anschluss an Deutschösterreich wurde der Ort durch den Vertrag von St. Germain, im September 1919 der Tschechoslowakei zuerkannt. 1920 wurde das Gemeindegebiet um Fluren rechts des Niklasgrabens mit dem Haidhof erweitert, die zuvor zur niederösterreichischen Gemeinde Steinebrunn gehört hatten. In der Zwischenkriegszeit kam es verstärkt zum Zuzug von Einwohnern tschechischer Nationalität.
Sie wurden vor allem als Grenzposten, Eisenbahner und Postbeamte eingesetzt. 1924 erbauten sie Wohneinheiten, zwei Bauernhöfe sowie einen tschechischen Kindergarten mit Schule. Die Elektrifizierung des Ortes erfolgte im Jahre 1927. Im gleichen Jahr wurde im Ort ein Fernsprecher installiert. Innerhalb des Gemeindegebietes begann ab 1936 der Bau von drei Bunkerlinien für den tschechoslowakischen Wall. Die wachsenden Autonomiebestrebungen der Deutschen führten zu Spannungen innerhalb des Landes und in der Folge zum Münchner Abkommen, das die Abtretung der sudetendeutschen Gebiete an Deutschland regelte. Am 8. Oktober 1938 rückten deutsche Truppen in Voitelsbrunn ein. Im Anschluss daran gehörte der Ort bis 1945 zum Reichsgau Niederdonau.
Der Zweite Weltkrieg forderte 64 Opfer unter den Ortsbewohnern. Bei der Einnahme des Ortes am 21. April 1945 durch die Rote Armee fanden fünf Zivilisten den Tod. Nach dem Ende des Zweiten Weltkrieges wurden die im Münchener Abkommen 1938 an Deutschland übertragenen Territorien, also auch Voitelsbrunn, wieder der Tschechoslowakei zugeordnet. Viele der deutschen Einwohner flohen vor den einsetzenden Drangsalierungen durch militante Tschechen oder wurden über Grenze nach Österreich wild vertrieben. Durch Nachkriegsexzesse kamen weitere Zivilpersonen zu Tode.  Zwischen dem März und Oktober 1946 wurden die letzten 154 Deutschsüdmährer nach Westdeutschland zwangsausgesiedelt.
Mit der Renovierung der noch vorhandenen Grabkreuze, des Friedhof-Hauptkreuzes (1994) und eines Marterls vor der Kirche (2006) gedachten die ehemaligen Ortsbewohner von Voitelsbrunn ihrer Ahnen und Gefallenen.

## Gemeindegliederung
Für die Gemeinde Sedlec sind keine Ortsteile ausgewiesen. Grundsiedlungseinheiten sind Sedlec und Sedlec-kolonie. Zu Sedlec gehört zudem die Einschicht Ovčárna (Haidhof).

## Wappen und Siegel
Ein Siegel ist seit 1583 bekannt. Es zeigt ein Renaissanceschild mit einem Pflugeisen. Spätere Siegel zeigen zusätzlich links und rechts von dem Pflugeisen eine Weinrebe mit jeweils zwei Trauben.

## Einwohnerentwicklung
| Volkszählung                                                                  | Häuser | Einwohner insgesamt | Volkszugehörigkeit der Einwohner | Volkszugehörigkeit der Einwohner | Volkszugehörigkeit der Einwohner |
| Jahr                                                                          | Häuser | Einwohner insgesamt | Deutsche                         | Tschechen                        | andere                           |
| 1793                                                                          | 131    | 660                 |                                  |                                  |                                  |
| 1836                                                                          | 153    | 857                 |                                  |                                  |                                  |
| 1869                                                                          | 178    | 893                 |                                  |                                  |                                  |
| 1880                                                                          | 188    | 969                 | 955                              | 6                                | 8                                |
| 1890                                                                          | 200    | 1.000               | 955                              | 45                               |                                  |
| 1900                                                                          | 217    | 1.035               | 989                              | 42                               | 4                                |
| 1910                                                                          | 240    | 1.035               | 1.023                            | 7                                | 5                                |
| 1921                                                                          | 246    | 1.146               | 933                              | 159                              | 54                               |
| 1930                                                                          | 282    | 1.151               | 895                              | 221                              | 35                               |
| 1939                                                                          |        | 1.078               |                                  |                                  |                                  |
| Quelle: 1793, 1836, 1850 aus: Südmähren von A–Z, Frodl, Blaschka              |        |                     |                                  |                                  |                                  |
| Sonstige: Historický místopis Moravy a Slezska v letech 1848–1960, sv.9. 1984 |        |                     |                                  |                                  |                                  |

## Brauchtum
Reiches Brauchtum sowie zahlreiche Märchen und Sagen bereicherten das Leben der 1945/46 vertriebenen, deutschen Ortsbewohner:
- Kirchweih am Sonntag nach St. Vitus (15.6.), ab 1880er Jahre am ersten Sonntag nach Mariä Himmelfahrt (15.8.).

## Sehenswürdigkeiten
Historische Gebäude:

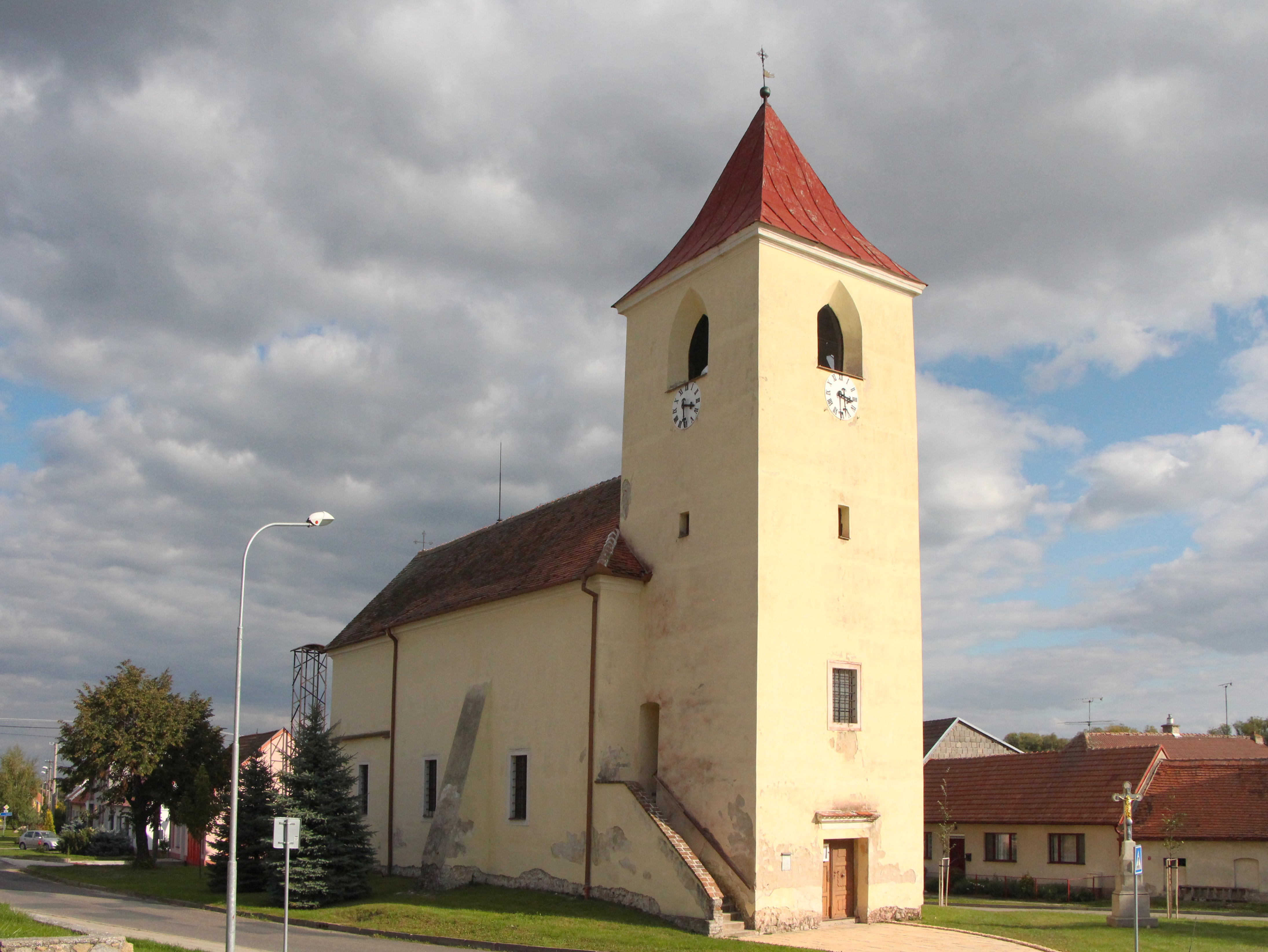
Kirche in Sedlec

- Schwefelbad (17. Jahrhundert), Umbau (1780)
- Pfarrkirche St. Vitus/Veit, ursprünglich eine Wehrkirche (um 1300), im Jahre 1923 renoviert
- der Meierhof und verschiedene Presshäuser
- Burg des mährischen Grundherrn mit Keller und Getreidegrube
- Rathaus (1910)
- Kriegerdenkmal (1923)
- Statue des Hl. Johannes von Nepomuk (1657)

## Söhne und Töchter des Ortes
- Josef Frodl (* 16. März 1899, † 7. Oktober 1965 in München), Pädagoge, Heimatforscher
- Otto Holzer (* 21. Juni 1903, † 18. Juni 1987 in Wiesloch-Baiertal), Heimatforscher